# Bharagonalia muluensis
Bharagonalia muluensis är en insektsart som beskrevs av Young 1986. Bharagonalia muluensis ingår i släktet Bharagonalia och familjen dvärgstritar. Inga underarter finns listade i Catalogue of Life.